# Nachts im Museum 2
Nachts im Museum 2 (Originaltitel: Night at the Museum: Battle of the Smithsonian) ist eine Filmkomödie von Shawn Levy aus dem Jahr 2009. Der Film kam am 20. Mai 2009 in die Kinos und ist die Fortsetzung des Films Nachts im Museum aus dem Jahr 2006.
2014 erschien der dritte Teil Nachts im Museum: Das geheimnisvolle Grabmal.

## Handlung
Larry Daley, vormals Nachtwächter des Naturhistorischen Museums, ist mittlerweile ein reicher Unternehmer geworden. Alle paar Monate besucht er sein altes Museum. Bei einem dieser Besuche muss Larry feststellen, dass die Exponate durch Hologramme und neue technische Geräte ersetzt werden sollen. Die Exponate kommen in das US-Nationalarchiv in Washington, D.C. Dort können sie ohne die goldene Tafel des Pharaos Ahkmenrah nicht mehr zum Leben erwachen.
So denkt Larry. Doch am folgenden Abend wird er von Jedediah aus dem Umzugscontainer heraus angerufen: Durch den diebischen Kapuzineraffen Dexter ist auch die Tafel von Ahkmenrah, die die Figuren nachts zum Leben erweckt, mit nach Washington gekommen. Nun steht das komplette Smithsonian-Institut dort in der Nacht Kopf. Der Pharao Kahmunrah, Ahkmenrahs älterer böser Bruder, will die Tafel in seinen Besitz bringen, um eine Armee aus der Unterwelt zu holen und die Welt zu erobern.
Eilig reist Larry nach Washington, schleicht sich dort in den Museumskomplex ein und versucht, Kahmunrah aufzuhalten. Dieser hat schon Verbündete gewonnen: Napoleon Bonaparte, Al Capone und Iwan den Schrecklichen.
Nach langen Hetzjagden bekommt Kahmunrah die Tafel in die Hände und versucht sie zu benutzen, doch der Code ist seit seinem Tod verändert worden. Er zwingt Larry, den neuen Code zu ermitteln, der verschlüsselt auf der Tafel steht. Falls Larry den Code nicht herausfindet, lässt Kahmunrah den Miniaturcowboy Jedediah in einer Sanduhr ersticken.
Tatkräftige Unterstützung bei der Entschlüsselung des Codes bekommt Larry Daley von der attraktiven Fliegerpionierin Amelia Earhart und seinen alten Freunden wie Präsident Theodore Roosevelt. Larry und Amelia kommen sich näher und küssen sich schließlich.
Kleine Wackelkopf-Einsteins helfen, den Code als Pi zu erkennen. Während Larry mit Kahmunrah diskutiert, ob dieser zuerst Jedediah freilässt oder Larry erst den Code gesteht, erscheint Al Capone mit einem der Wackelkopf-Einsteins und nennt Kahmunrah selbst die Ziffernfolge, woraufhin der Pharao das Portal zur Unterwelt öffnet und sich seine Armee der Untoten materialisiert.
Schließlich bricht die riesengroße Statue Abraham Lincolns durch ein Fenster und besiegt die untoten Falkenkrieger, während die alten Exponate gegen Kahmunrah, Napoleon, Iwan und Al Capone kämpfen. Sie gewinnen den Kampf und fliegen mit einem Oldtimerflugzeug aus der Luftfahrtabteilung des Museums, gesteuert von Amelia, nach New York zurück.
Dort verkauft Larry seine Firma und spendet die Verkaufssumme dem Museum mit der Bedingung, dass die alten Exponate wieder ausgestellt werden. Dann nimmt er seine alte Stelle als Nachtwächter wieder an. Nach der Wiedereröffnung ist das Museum auch in den Abendstunden geöffnet. Alle Figuren erwachen zum Leben, werden aber den Besuchern als perfekte Animationen verkauft. Larry trifft im Museum auf eine Frau, die eine unglaubliche Ähnlichkeit mit Amelia Earhart aufweist.
Im Abspann sieht man einen jungen Marinesoldaten nach dem Zweiten Weltkrieg. Eine Photographie von ihm hängt im Museum; im Verlauf des Films war Larry in das Foto geflüchtet und hatte dort sein Handy verloren. Nun sitzt der Junge in seinem Zimmer, schraubt das Handy auseinander und erkennt, dass er eine revolutionäre Entdeckung gemacht hat. Aus dem Flur hört man die Mutter rufen: „Joey Motorola, komm jetzt sofort zum Essen!“

## Hintergrund
- Der Film wurde in Burnaby, Montreal, Smithsonian Institution, Vancouver und Washington, D.C. gedreht.[3]
- Das Budget des Films wird auf 150 Millionen US-Dollar geschätzt.[4][5]
- Das weltweite Einspielergebnis betrug rund 413 Millionen US-Dollar.[6]
- Im Film ist eine Parodie des Films 300 enthalten. Als zwei der kleinen Museumsfiguren (Oktavius sowie Jedediah Smith) mit Schwertern auf die Füße der feindlichen Wachsfiguren einschlagen, entsprechen ihre Bewegungen sowie die Kameraeinstellung einer Szene, in welcher Leonidas gegen die Perser kämpft.
- Der Film spielt mit der Heroisierung Abraham Lincolns, welcher im Film zum steinernen Superhelden aufsteigt.
- Das Aussehen der Krieger aus der Unterwelt ist an das des ägyptischen Himmelsgottes Horus angelehnt.
- Am Ende des Filmes sieht man Joey Motorola in einer Schwarz-Weiß-Szene, wie er Larrys Handy zerlegt und glaubt, eine historische Entdeckung zu machen. Die Figur ist jedoch pure Fiktion: Die Firma Motorola (internationaler Hersteller für elektronische Systeme wie mobile Kommunikationsgeräte) wurde in den 1930ern von den Gebrüdern Paul V. und Joseph E. Galvin gegründet. Motorola ist eine Kombination von Motor und Victrola.
- In der deutschen Synchronisation spricht Jean Pütz die Wackelkopf-Albert-Einsteins.
- Peer Augustinski, langjähriger Synchronsprecher von Robin Williams, der von 2005 bis 2007 wegen eines Schlaganfalls pausierte, ist im Gegensatz zu Teil 1 hier wieder als Stimme von Robin Williams zu hören.
- Die Jonas Brothers leihen ihre Stimmen den Liebesengeln (Amoretten), die z. B. den Bee-Gees-Hit More than a Woman und Céline Dions My Heart Will Go on singen.
- Szenen mit Dick Van Dyke fielen der Schnittschere zum Opfer, diese sind nur in den DVD-Extras zu sehen.

## Besetzung und Synchronisation
Die deutsche Synchronisation entstand nach einem Dialogbuch von Marius Clarén unter der Dialogregie von Sven Hasper im Auftrag der Interopa Film in Berlin.
| Figur                 | Originalsprecher  | Deutscher Sprecher    |
| --------------------- | ----------------- | --------------------- |
| Larry Daley           | Ben Stiller       | Oliver Rohrbeck       |
| Amelia Earhart        | Amy Adams         | Marie Bierstedt       |
| Kahmunrah             | Hank Azaria       | Thomas Nero Wolff     |
| Iwan der Schreckliche | Christopher Guest | Roland Hemmo          |
| Napoleon Bonaparte    | Alain Chabat      | Michael Pan           |
| Al Capone             | Jon Bernthal      | Charles Rettinghaus   |
| Jedediah              | Owen Wilson       | Philipp Moog          |
| Octavius              | Steve Coogan      | Tobias Kluckert       |
| General Custer        | Bill Hader        | Axel Malzacher        |
| Abraham Lincoln       | Hank Azaria       | Jochen Schröder       |
| Sacajawea             | Mizuo Peck        | Magdalena Turba       |
| Attila                | Patrick Gallagher | -                     |
| Theodore Roosevelt    | Robin Williams    | Peer Augustinski      |
| Ahkmenrah             | Rami Malek        | Simon Jäger           |
| Nick Daley            | Jake Cherry       | Karl-Alexander Seidel |
| Dr. McPhee            | Ricky Gervais     | Piet Klocke           |
| George Foreman        | George Foreman    | Klaus Sonnenschein    |
| Brandon               | Jonah Hill        | Tobias Müller         |
| Matrose Joey Motorola | Jay Baruchel      | Marcel Collé          |
| Albert Einstein       | Eugene Levy       | Jean Pütz             |
| Tuskegee Airmen       | Keith Powell      | Marius Clarén         |
| Tuskegee Airmen       | Craig Robinson    | Stefan Fredrich       |
| Der Denker            | Hank Azaria       | Tobias Meister        |
| Die Amoretten         | Jonas Brothers    | -                     |

## Kritiken

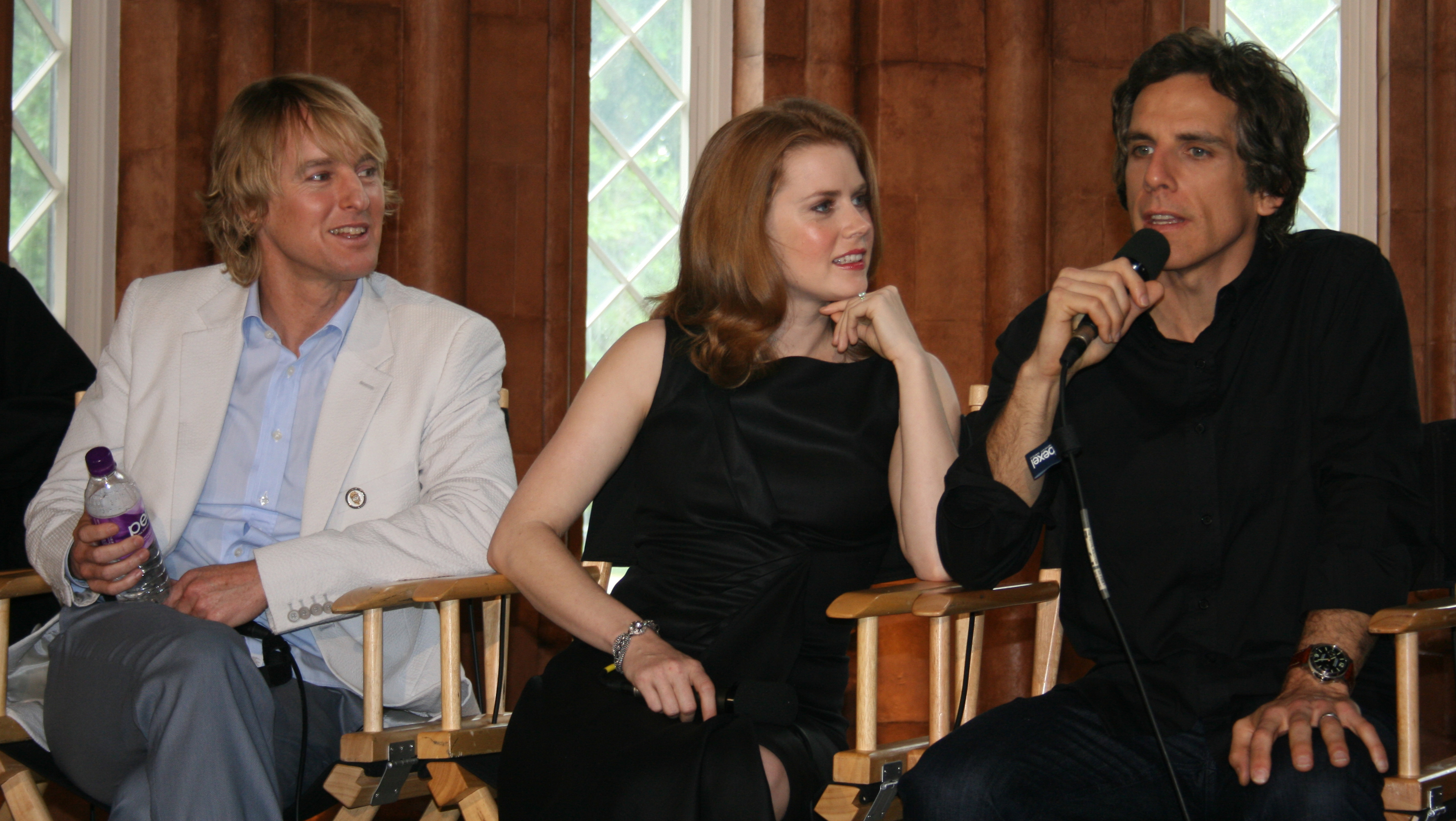
Owen Wilson, Amy Adams und Ben Stiller bei der Promotion des Films

„Tolle Spezialeffekte, witzige Figuren und irrwitzige Zweikämpfe (unglaublich, was Ben Stiller mit einer Taschenlampe anstellen kann!) machen die Komödie zu einem unterhaltsam-überdrehten Familienspaß. – Unglaublich, aber wahr: Teil 2 der Slapstick-Komödie mit Ben Stiller ist noch rasanter und lustiger geworden als der Vorgänger“

„Fazit: ‚Nachts im Museum 2‘ ist die Kellerversion des Originals – ein Film, der nur aus kommerziellen Notwendigkeiten gedreht wurde, denen Regisseur Shawn Levy keine kreativen Visionen entgegenstellen kann. Der seichte, familientaugliche Humor gleitet zu oft ins Alberne ab. Nur wer sich beim ersten Teil wirklich königlich amüsierte, wird auch dem Neuaufguss noch etwas Unterhaltendes abgewinnen können.“

„Nachts im Museum 2 ist eine Fortsetzung, der es gelingt ebenso altersübergreifend zu unterhalten wie der erste Teil. Erfolgreiche Gags wie die Affe-Larry-Ohrfeigensequenz werden nicht nur zitiert, sondern gekonnt gesteigert. Nachts im Museum 2 mag sicher mehr Action als Weisheiten enthalten, der Grundtenor ist aber überraschend unamerikanisch, unpatriotisch: Wir brauchen Helden, aber nicht um der Helden willen, sondern um der Anliegen willen. Und Geld ist nicht alles, persönliches Glück und die Verpflichtung zum Vorteil des Allgemeinwohls werden ohne groben Holzhammer vorgetragen. Das sind Kinoweisheiten, die man unbesorgt und gut unterhalten mit nach Hause nehmen und eventuell ja sogar beherzigen kann.“